# Dilan Derya Zeynilli
Dilan Derya Zeynilli (geboren in juli 1991 in Istanboel) is een Turkse film-, televisie- en toneelactrice. Ze is gevestigd in Londen en is vooral bekend van haar rollen in Exodus (2025), Not Knowing (2019) en Fatih (2013).

## Vroege leven en opleiding
Zeynilli werd geboren en groeide op in Istanbul, een wereldwijd centrum voor theater en kunst. Vanaf haar jeugd ondersteunde haar familie haar artistieke interesses door haar in te schrijven voor acteerlessen, wat uiteindelijk leidde tot haar toelating tot het Sadri Alışık Cultureel Centrum, waar zij één jaar acteeropleiding volgde. Ze slaagde voor de toelatingsexamens van alle conservatoria waarvoor ze zich aanmeldde en koos voor het Halic Universiteit Conservatorium, waar ze een Bachelor of Arts in Theaterkunst behaalde.

## Carrière

### Televisie
Tijdens haar universitaire jaren kreeg Zeynilli aanbiedingen voor grote Turkse televisieseries zoals Fatih en Kurtlar Vadisi Pusu, waarvan de laatste in meer dan dertig landen werd uitgezonden.
Na haar afstuderen sloot ze zich aan bij de cast van de dagelijkse dramaserie Aşkın Bedeli. Op zoek naar bredere culturele ervaring volgde ze een taalschoolprogramma in Los Angeles, werkte ze als model voor Amerikaanse merken, verscheen ze in een muziekvideo van een Amerikaans-Colombiaanse groep en trainde ze in de Chubbuck-acteermethode. 

### Theater
Begin 2020 trad ze op in de kindertheaterproductie Çinyo ile Markonyo, opgevoerd door Wise Akademi in Kadıköy. Çinyo ile Markonyo was een Turkse kindertheaterproductie uit 2020 van Wise Akademi Tiyatro, uitgevoerd in het Caddebostan Cultureel Centrum in Istanbul. De allegorische poppenvoorstelling onderzocht ouder-kindrelaties via het verhaal van Çinyo (een opstandige pop) en Markonyo (zijn overbeschermende poppenspeler), waarvan de dynamiek werd veranderd door een wijze schildpad genaamd Kaplum. Met in de hoofdrollen Dilan Derya Aydın en Murat Zeynilli gebruikte de productie poppenspel om thema’s als autonomie en groei te verkennen. 

### Film en korte films
In 2019 speelde Zeynilli de rol van Yeliz in de onafhankelijke speelfilm Not Knowing, geregisseerd door Leyla Yılmaz. 
Haar doorbraak kwam met de Brits-Turkse coproductie Exodus, geregisseerd door Serkan Nihat. De film, opgenomen in Istanbul, Cyprus en Londen, ging begin 2024 in première op het Filmfestival van Berlijn. De film behandelt gedwongen migratie, mensenrechtenschendingen en politieke onderdrukking, waarbij Zeynilli de rol vertolkt van advocate Nilüfer Bayraktar. 

### Prijzen
Exodus won de prijs voor Beste Dramafilm op het London Independent Film Festival van 2024, waarmee de ensemblecast, waaronder Zeynilli, in de schijnwerpers werd gezet.

## Geselecteerde filmografie
| Jaar      | Titel               | Rol                | Notities                                                                                      |
| --------- | ------------------- | ------------------ | --------------------------------------------------------------------------------------------- |
| 2013      | Fatih               | Ondersteunende rol | Kleine verschijning tijdens universitaire studie                                              |
| 2014–2015 | Kurtlar Vadisi Pusu | Terugkerende rol   | Verscheen in meerdere afleveringen als onderdeel van de bijrollen.                            |
| 2019      | Niet weten          | Jeliz              | Onafhankelijke speelfilm van Leyla Yılmaz                                                     |
| 2020      | Çinyo ile Markonyo  | Uitvoerder         | Kindertheaterproductie in Kadıköy                                                             |
| 2025      | Exodus              | Nilüfer Bayraktar  | Internationaal politiek drama; première in Berlijn 2024; winnaar van de London Festival Award |